# Canta como Danna Paola
Canta como Danna Paola es el primer álbum recopilatorio de pistas de la cantante mexicana Danna Paola. Incluye los instrumentales de algunas canciones interpretadas por Paola en la banda sonora Amy, la niña de la mochila azul vol. 2 (2004) y sus álbumes de estudio Océano (2004) y Chiquita pero picosa (2005).

## Lista de canciones
1. Chiquita Pero Picosa [Versión Pop] (3:29)
2. Azul Como El Cielo (3:40)
3. Late Mi Corazón  4:06)
4. La Chica Yeye [Versión Pop] (2:34)
5. Bla, Bla, Bla (2:37)
6. Caminos De Luz (3:45)
7. Dame La Luna (4:20)
8. Príncipe Azul (4:11)
9. Chiquita Pero Picosa [Versión Grupera] (3:24)
10. La Chica Yeye [Versión Grupera] (2:35)